# ۱۲۵۹ (قمری)
۱۲۵۹ (قمری)، هزار و دویست و پنجاه و نهمین سال در گاهشماری هجری قمری است. اول محرم این سال برابر با اول فوریه سال ۱۸۴۳ میلادی است.

## زادگان
- علی اکبر خان شیدا: موسیقیدان، شاعر، ترانه سرا و خوشنویس معروف ایرانی.